# Lusevera
Lusevera (friuli nyelven: Lusevare, szlovénül: Bardo) település Olaszországban, Friuli-Venezia Giulia régióban, Udine megyében. Lakosainak száma 596 fő (2023. január 1.). Lusevera Montenars, Nimis, Taipana, Venzone, Gemona del Friuli, Resia, Tarcento és Kobarid községekkel határos.

## Népesség
A település népességének változása:
| Lakosok száma | 652  | 625  | 596  |
|               | 2017 | 2018 | 2023 |